# Justus Weihe
Justus August Jakob Alexander Hellmut Weihe (* 10. März 1891 in Bünde; † 4. Januar 1980 in Siegen) war ein deutscher Jurist und Landrat des Landkreises Siegen.

## Leben und Beruf
Weihe wurde als jüngster Sohn des preußischen Richters und konservativen Abgeordneten Hermann Weihe und dessen Frau Laura Maria Emilie Henriette, geborene Steinmeister, im westfälischen Bünde geboren. Dort besuchte er die Volksschule, dann die Lateinschule und, nachdem der Vater in Kassel eine Stelle als Amtsgerichtsrat bekommen hatte, das Wilhelmsgymnasium. Ein Großvater war ebenfalls Richter, die Brüder der Mutter Regierungsbeamte im höheren Dienst. Weihe folgte nach der Reifeprüfung mit einem Jurastudium in Lausanne, München und Marburg den Vorgaben der männlichen Verwandtschaft. Die Männer repräsentierten ein homogenes berufliches Milieu, die Familie in der sozialen Hierarchie die obere bildungsbürgerliche konservative  Mittelschicht und damit insgesamt ein klassisch preußisch-protestantisches Beamten- und Juristenmilieu. Seit dem Wintersemester 1910/11 war er Mitglied der Studentenverbindung Société d’Étudiants Germania Lausanne.
1913 bestand Weihe das Referendarsexamen, war danach an einem Amtsgericht tätig und nahm nach einer Freiwilligenmeldung vom Beginn bis zum Ende am Ersten Weltkrieg teil. Im Dezember 1919 legte er die zweite juristische Staatsprüfung ab. 1921 wurde er als Regierungsassessor beim Regierungspräsidenten in Koblenz eingestellt, wechselte 1923 vorübergehend zum Regierungspräsidenten in Wetzlar und 1929 zum Oberpräsidenten in Koblenz, wo er als Regierungsrat und Dezernent für Polizeiangelegenheiten bis Ende 1930 tätig war. 1921 heiratete er Anna Klara Karoline Bertelsmann. Seine Frau war die Tochter des verstorbenen vormaligen Inhabers der Ravensberger Spinnerei in Bielefeld Conrad Bertelsmann, eines gewichtigen Unternehmers aus einer der Bielefelder „Patrizier-Familien“, Mitbegründer des Langnam-Vereins. Mit ihr hatte er zwei Kinder. Seine verwitwete Schwiegermutter heiratete ein weiteres Mal, jetzt den Gelnhausener Landrat Conrad Delius.
Beruflich folgte ab Oktober 1931 eine Stelle als Landrat des Kreises Simmern. Die Rheinprovinz war katholisch, und in der südlichen Hälfte gab es nur vier mehrheitlich evangelische Landkreise, einer davon war Simmern.
Im Zentralen Parteiarchiv der NSDAP ist zu einer möglichen „Berufung des Kameraden Justus Weihe“ für die 1920er Jahre oder auch für 1930 dokumentiert, dass dieser „sich durch seinen Einsatz politisch und charakterlich bewährt“ habe. Kontext und Datum sind unklar. Gesichert ist, dass Weihe mit seinem Wechsel nach Simmern der nationalliberalen Deutschen Volkspartei (DVP) beitrat. Ob er dort eine aktive Rolle hatte und/oder Funktionen hatte, ist nicht bekannt. Zugleich wurde er Mitglied in verschiedenen gesellschaftlichen Zusammenschlüssen wie dem Hunsrücker Wanderverein, dem Kreisfischerverein, der elitären Deutschen Jägerschaft oder der Kriegerkameradschaft Kyffhäuserbund. Hier wurde er zum Kreisvorsitzenden gewählt.
Zum 1. Mai 1933 wurde Weihe in Simmern in die NSDAP aufgenommen (Mitgliedsnummer 2.193.967). Er wurde Förderndes Mitglied der SS und der Berufsorganisation Nationalsozialistischer Rechtswahrerbund (NSRB) sowie des Reichsbunds der Deutschen Beamten und der Nationalsozialistischen Volkswohlfahrt.
Im Februar 1936 trat er kommissarisch die Nachfolge des vertretungsweise eingesetzten Landrats des Kreises Siegen, Gerhard Melcher (1935/36), an. Von Mitte September 1936 bis 1945 bekleidete er diese Funktion offiziell. Im Siegerland übernahm Weihe das Parteiamt des Kreisamtsleiters Recht und zugleich den Kreisvorsitz des NSRB.
1938 wurden jüdische Vorfahren seiner Ehefrau mindestens parteiintern publik. Damit war seine Mitgliedschaft in der NSDAP infragegestellt. Adolf Hitler persönlich bestätigte ihm in einer Ausnahmeentscheidung („Führererlass“, 20. Dezember 1938), dass er trotz „nicht rein arischer Abstammung seiner Ehefrau … weiter der NSDAP ohne Einschränkung der Mitgliedschaftsrechte angehören“ könne. Im Oktober 1938 war seine zum September 1937 geplante Versetzung als Oberregierungsrat zur Regierung Magdeburg endgültig gescheitert, da örtliche Kreis- und Gauleitung dagegen erheblich protestiert hatten.
Kurz nach Beginn des Zweiten Weltkrieges übernahm Weihe bis 1940 kommissarische Funktionen im deutsch besetzten Polen: in Regierungssitz Kalisch im Warthegau die des Regierungspräsidenten, in Radom, Hauptstadt des gleichnamigen Distrikts im Generalgouvernement, die des Kreishauptmanns.
Von dort kehrte er auf seine vorherige Position im Siegener Landratsamt zurück und übernahm zusätzlich von Januar bis Mai 1941 die Vertretung von Landrat  Herbert Evers in Olpe sowie von Mitte Januar bis Anfang Februar 1942 auch die Aufgaben des Landrats Heinrich Jansen in Berleburg. 1941 wurde er mit dem Kriegsverdienstkreuz 2. Klasse ausgezeichnet.
Weihe wird dort für die letzte Endphase von Nationalsozialismus und Krieg ein Thema. Weihe selbst hat sich und seine Aktivitäten in diesen zwei, drei Tagen vor der Besetzung durch die US-Armee in seinem Entnazifizierungsverfahren als heroischen Retter der Menschen und Ortschaften geschildert. Dem widerspricht entschieden sein Zeitgenosse Wilhelm Münker, der Mitgründer des Deutschen Jugendherbergswerks. Münker suchte gemeinsam mit Weihe in dessen Wagen die Generäle König und Enge, über den die regionale Geschichtsliteratur nur wenig berichtet, auf, um sie von der Sinnlosigkeit und Gefährlichkeit weiterer militärischer Handlungen, vor allem aber des staatlichen „Nero-Befehls“ zu Deportation der regionalen Bevölkerung und zu verbrannter Erde im Siegerland, zu überzeugen. Weihe hatte bei diesen zwei Fahrten Angst um sich und, wie es heißt, seinen Wagen. Der Historiker Rainer S. Elkar beschreibt ihn in Auswertung der Quellen als einen mut-, kraft- und initiativlosen Begleiter Münkers, der von diesem zur Begleitung habe „genötigt“ werden müssen.
Nach Kriegsende wurde Weihe von der britischen Militärregierung als ns-belastet festgenommen und  interniert. Seine Konten wurden gesperrt und er wurde entlassen. Für das sich anschließende Entnazifizierungsverfahren wurde er von der Militärregierung zunächst provisorisch in die Kategorie III eingestuft, der in den Massenverfahren ungünstigsten Einstufung. Im weiteren Verlauf und mit dem Übergang der Kategorisierung auf deutsche Ausschüsse wurde die Einstufung Schritt für Schritt verbessert, bis sie über die Mitläufer-Kategorie IV bei V („entlastet“) endete. Zurück in den Dienst ließ man Weihe dennoch nicht. Er wurde nun als Rechtsanwalt in Siegen tätig.
Nachfolger im Amt wurde Fritz Fries.
Der Zeitgeschichtler Rainer S. Elkar, der sich intensiv mit der NS-Geschichte der Region beschäftigte, rechnete 1992 Weihe im Ergebnis einer umfassenden Darstellung gemeinsam mit einigen höheren Partei-, SS- und SA-Führern zu den regionalen „besonders prominenten Vertretern“ des NS-Regimes.